# Гренвиль-Ланганри
Гренви́ль-Ланганри́ (фр. Grainville-Langannerie) — коммуна во Франции, находится в регионе Нижняя Нормандия. Департамент коммуны — Кальвадос. Входит в состав кантона Бретвиль-сюр-Лез. Округ коммуны — Кан.
Код INSEE коммуны — 14310.

## Население
Население коммуны на 2010 год составляло 676 человек.
| 1962 | 1968 | 1975 | 1982 | 1990 | 1999 | 2010 |
| ---- | ---- | ---- | ---- | ---- | ---- | ---- |
| 466  | 531  | 539  | 498  | 466  | 522  | 676  |

## Экономика
В 2010 году среди 418 человек трудоспособного возраста (15—64 лет) 340 были экономически активными, 78 — неактивными (показатель активности — 81,3 %, в 1999 году было 69,1 %). Из 340 активных жителей работали 310 человек (158 мужчин и 152 женщины), безработных было 30 (16 мужчин и 14 женщин). Среди 78 неактивных 36 человек были учениками или студентами, 21 — пенсионерами, 21 были неактивными по другим причинам.